# Under the Running Board
Under the Running Board – drugi minialbum amerykańskiego zespołu muzycznego The Dillinger Escape Plan. Wydawnictwo ukazało się 22 października 1998 roku nakładem wytwórni muzycznej Relapse Records. Album dotarł do 194. miejsca brytyjskiej listy przebojów – UK Albums Chart.
14 października 2008 roku ukazała się reedycja nagrań. Wznowienie zostało wzbogacone o nagrania zespołu zarejestrowane na żywo oraz interpretację utworu „Paranoid” z repertuaru Black Sabbath.

## Lista utworów
Opracowano na podstawie materiału źródłowego. 
| Nr | Tytuł utworu        | Długość |
| -- | ------------------- | ------- |
| 1. | „The Mullet Burden” | 1:50    |
| 2. | „Sandbox Magician”  | 2:31    |
| 3. | „Abe The Cop”       | 3:12    |
|    |                     | 7:33    |

| Reedycja | Reedycja                                    | Reedycja |
| Nr       | Tytuł utworu                                | Długość  |
| -------- | ------------------------------------------- | -------- |
| 1.       | „The Mullet Burden”                         | 1:51     |
| 2.       | „Sandbox Magician”                          | 2:32     |
| 3.       | „Abe The Cop”                               | 3:11     |
| 4.       | „Sandbox Magician” (live)                   | 2:06     |
| 5.       | „Jim Fear” (live)                           | 2:55     |
| 6.       | „Destro's Secret” (live)                    | 2:30     |
| 7.       | „Clip The Apex...Accept Instruction” (live) | 4:49     |
| 8.       | „43% Burnt” (live)                          | 3:52     |
| 9.       | „The Mullet Burden” (live)                  | 1:56     |
| 10.      | „Sugar Coated Sour” (live)                  | 3:32     |
| 11.      | „The Running Board” (live)                  | 3:14     |
| 12.      | „Abe The Cop” (live)                        | 4:53     |
| 13.      | „Paranoid” (cover Black Sabbath)            | 3:44     |
|          |                                             | 41:05    |

## Twórcy
Opracowano na podstawie materiału źródłowego.
| Zespół The Dillinger Escape Plan w składzie - Dimitri Minakakis – śpiew - Ben Weinman – gitara - John Fulton – gitara - Chris Pennie – perkusja - Adam Doll – gitara basowa |  | Inni - Steve Evetts – produkcja muzyczna, inżynieria dźwięku - Alan Douches – mastering |